# Caesoris novaecaledoniae
Genre
Espèce
Synonymes
- Lygosoma novaecaledoniae Parker, 1926
- Leiolopisma novaecaledoniae (Parker, 1926)
- Lioscincus novaecaledoniae (Parker, 1926)

Statut de conservation UICN

 LC  : Préoccupation mineure
Caesoris novaecaledoniae, unique représentant du genre Caesoris,  est une espèce de sauriens de la famille des Scincidae.

## Répartition
Cette espèce est endémique de Nouvelle-Calédonie.

## Description
Caesoris novaecaledoniae mesure jusqu'à 68 mm de longueur standard.

## Étymologie
Le genre caesoris vient du latin caesius, bleu, et de oris, la bouche, en référence à la coloration unique de cette espèce. L'espèce est nommée en référence au lieu de sa découverte : la Nouvelle-Calédonie.

## Publications originales
- Parker, 1926 : A new lizard from New Caledonia. Annals and magazine of natural history, sér. 9, vol. 18, p. 493-495.
- Sadlier, Bauer, Shea & Smith, 2015 : Taxonomic resolution to the problem of polyphyly in the New Caledonian scincid lizard genus Lioscincus (Squamata: Scincidae). Records of the Australian Museum, vol. 67, no 7, p. 207–224 (texte intégral).